# 中嶋圓
中嶋 圓（なかじま まどか、1956年5月 - ）は、日本の農林官僚、生物学者。学位は博士（食品栄養科学）（静岡県立大学・2007年）。静岡県立大学学長補佐・事務局教育研究推進部地域・産学連携推進室室長・特任准教授。新字体で中島 円（なかじま まどか）とも表記される。
畜産試験場育種部遺伝障害研究室職員、国立衛生試験所変異原性部微生物変異研究室職員、財団法人食品農医薬品安全性評価センター安全性試験部職員などを歴任した。

## 来歴
1956年5月に生まれた。1978年4月より農林省の施設等機関である畜産試験場で勤務することになり、育種部の遺伝障害研究室に配属された。同年7月、農林省は農林水産省に改組されるが、引き続き畜産試験場にて勤務した。なお、東邦大学では理学部の生物学科にて学んでおり、1979年3月に卒業した。同年4月からは、厚生省の施設等機関である国立衛生試験所に転じ、変異原性部の微生物変異研究室に配属された。1980年1月、財団法人である食品農医薬品安全性評価センターに転じ、安全性試験部に配属された。そのかたわら、静岡県立大学の大学院においては、生活健康科学研究科にて学んでおり、2004年3月には博士課程を単位取得満期退学している。なお、2007年には、静岡県立大学より博士（食品栄養科学）の学位を取得している。2014年4月、静岡県立大学に転じ、事務局の教育研究推進部に配属された。特任准教授として、教育研究推進部に設置された地域・産学連携推進室の室長に就任するとともに、学長補佐にも就任した。

## 研究
学術団体としては、日本環境変異原学会や日本動物実験代替法学会に所属している。両学会においては、評議員などの役職を務めた。また、日本香料工業会においては、香料化合物再評価委員会の委員を務めている。そのほか、厚生労働省にて、化学品の分類および表示に関する世界調和システムについて議論する「化学物質管理支援事業」のGHS分類検討委員会にて専門委員を務めた。

## 略歴
- 1956年 - 誕生
- 1975年 - 東京都立荻窪高等学校卒業
- 1978年 - 畜産試験場育種部遺伝障害研究室配属
- 1979年 - 東邦大学理学部生物学科卒業
- 1979年 - 国立衛生試験所変異原性部微生物変異研究室配属
- 1980年 - 食品農医薬品安全性評価センター安全性試験部配属
- 2004年 - 静岡県立大学大学院生活健康科学研究科博士課程単位取得満期退学
- 2014年 - 静岡県立大学事務局教育研究推進部配属
- 2015年 - 食文化みらい創造推進特別委員会委員

## 著作

### 分担執筆
- 日本薬学会編『衛生試験法・注解』2010年改訂版、金原出版、2010年。ISBN 9784307470391
- JEMS / MMS, Atlas of Comet Assay Images, Scientist Press, 2014. ISBN 9784860790769